# Daniel Elfrith
Daniel Elfrith (1607 – 1641) fue un corsario, colono y traficante de esclavos inglés del siglo XVII. Al servicio del conde de Warwick, Elfrith participó en expediciones de corsario contra los españoles desde su base en las islas Bermudas. Fue particularmente conocido por capturar barcos de esclavos españoles con destino al territorio español y vender los esclavos él mismo a colonias rivales de su país en el Caribe y a las propias colonias norteamericanas.
Él y John Jope fueron los primeros hombres en llegar a la colonia inglesa de Virginia para vender esclavos. Al llegar solo cuatro días antes que Elfrith, Jope había vendido los primeros esclavos africanos en las colonias americanas a cambio de provisiones, sin embargo, la llegada de Elfrith provocó una controversia considerablemente mayor y la colonia lo rechazó.
También es uno de los primeros ingleses, junto con Sussex Camock, en descubrir y luego participar en el asentamiento inicial de la colonia de Providence Island en 1629, actualmente isla de Providencia. Amigo personal del conde de Warwick, su yerno Philip Bell se convirtió en el primer gobernador de la colonia mientras asumía el cargo de almirante.

## Biografía

### Primeros años
Corsario activo en las Indias Occidentales en 1607, Elfrith estuvo al mando de la nave llamada Treasurer (propiedad del conde de Warwick) durante varios años. A mediados de 1613, Elfrith llegó a las Bermudas con una carabela española llena de grano para los hambrientos colonos de la isla. Como Inglaterra y España no estaban en guerra, esto técnicamente se consideró un acto de piratería aunque este hecho pasó desapercibido. Sin embargo, el barco también contenía ratas negras que escaparon del barco mientras se descargaba el grano en un puerto frente a St. George. Rápidamente se reprodujeron y pronto anidaron en las palmeras, así como en los techos de paja de las cabañas, iglesias y almacenes. Las ratas cavaron hoyos en el coral blando, se alimentaron del maíz y trigo en los almacenes y se comieron los cultivos y otras plantas cultivadas por la colonia. A pesar de los intentos de los colonos por exterminarlos, que incluyeron el uso de trampas, perros de caza y gatos ferales, las ratas plagaron la colonia durante varios años antes de que finalmente se controlara el problema.
A principios de 1618, Sir Robert Rich, Thomas West y otros contrataron a Elfrith para capitanear al Treasurer en una expedición de corsarios a las Indias Occidentales. Sus empleadores lograron obtener una patente de corso de Carlos Manuel I de Saboya a través de su embajador en Inglaterra, el conde Scarnafissi. Dejó Inglaterra a finales de abril o principios de mayo y llegó a la Colonia de Virginia. Se dijo que su llegada "trajo una enfermedad muy pestilente (llamada el flujo sangriento) que infectó a casi toda la colonia. Esa enfermedad, a pesar de todas nuestras aflicciones anteriores, nunca antes se había conocido entre nosotros" . Cinco años más tarde, se presentó una demanda ante el tribunal del almirantazgo en la que Edward Brewster y otros colonos acusaron al conde de Warwick de equipar al Neptune y al Treasurer con armas y municiones en lugar de las provisiones y suministros que tanto necesitaban.
A mediados de julio de 1619, él y John Jope del White Lion capturaron al esclavista portugués São João Bautista que transportaba alrededor de 370 angoleños hechos prisioneros durante la guerra de Portugal en Luanda. Los dos corsarios interceptaron el barco cuando navegaba hacia Veracruz y escaparon con al menos 200 esclavos, Elfrith se llevó a la mayoría ya que su barco era más grande, mientras que Jope se llevó a menos de 30 hombres y mujeres. Ambos se dirigieron hacia la Colonia de Virginia, un conocido refugio seguro para los corsarios ingleses bajo el mando del gobernador Samuel Argall, con Jope llegando a la colonia cuatro días antes que Elfrith y vendiendo con éxito su cargamento de esclavos. La llegada de Elfrith fue mucho menos acogedora, al enterarse de que Carlos Manuel I de Saboya había hecho las paces con España (invalidando así su comisión de corsario) y que el gobernador Argall había sido reemplazado por Edwyn Sandys (un rival del conde de Warwick), por lo que tuvo que dejar la colonia casi tan pronto como llegó. En cambio, regresó a las Bermudas, donde pusieron a los esclavos a trabajar en la propiedad de su empleador, el conde de Warwick .
Sin embargo, regresó a Virginia periódicamente durante los viajes de corsario contra los españoles durante el próximo año. Actuando bajo las órdenes del gobernador Argall, quien pudo haber tergiversado al conde de Warwick para justificar sus actividades, continuó asaltando la navegación española. Nathaniel Butler, gobernador de las Bermudas y protegido del conde de Warwick, le escribió al conde informando que el barco de Elfrith estaba "en condiciones innavegables y con ella varios negros" cuando llegó a la isla más tarde ese año. Además afirmó que:

"...él había dispuesto de los negros de sus señorías de acuerdo con las instrucciones, pero que la gente del Tesorero eran tipos de lengua peligrosa y habían dicho en secreto que, si no se les pagaba hasta el último centavo de salario, irían al Embajador español [Diego Sarmiento d'Acuña de Gondomar] y cuéntalo todo."
Nathaniel Butler

### El descubrimiento de las islas de San Andrés y Providencia

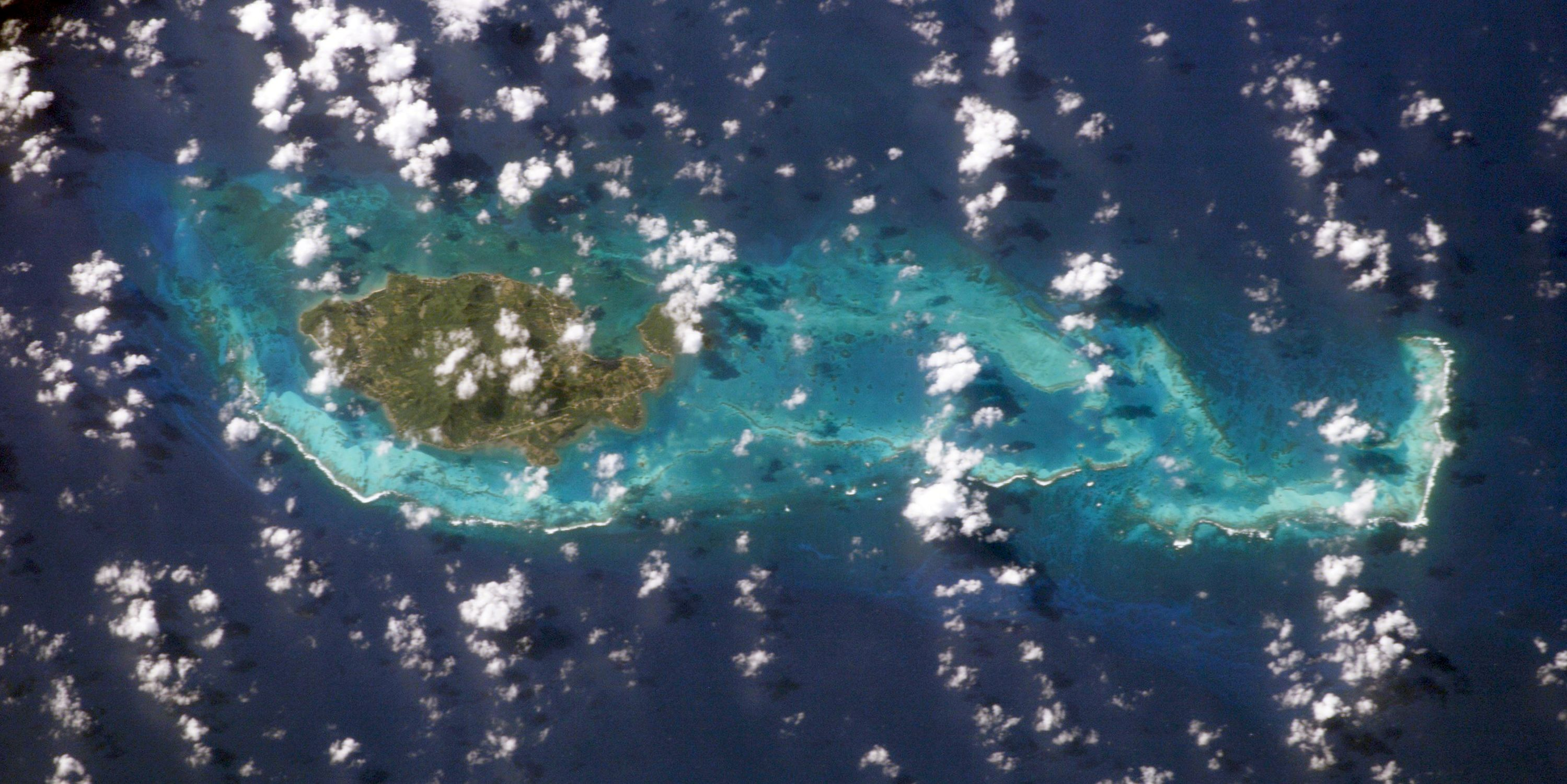
Isla de Providencia, actualmente ubicada en el departamento colombiano de San Andrés y Providencia

Durante una expedición de corsario con el Capitán Sussex Camock de la nave Somer Ilands en 1625, Elfrith y Camock descubrieron dos islas frente a la costa de Nicaragua, ambas separadas por 50 millas una de la otra. Camock se quedó con 30 de sus hombres para explorar una de las islas, San Andrés, mientras que Elfrith tomó el Warwicke de regreso a las Bermudas trayendo noticias de la isla de Providencia. El gobernador Bell escribió en nombre de Elfrith a Sir Nathaniel Rich, un hombre de negocios y primo del conde de Warwick, quien presentó una propuesta para colonizar la isla señalando su ubicación estratégica "en el corazón de las Indias y la boca de los españoles" . Aunque esto también significaba que la isla estaría sujeta a los ataques españoles, Bell le aseguró a Rich que la isla sería invencible una vez fortificada y sería una base muy valiosa para los corsarios. Bell también señaló que la isla de San Andrés, más bajo y más favorable para la agricultura, nunca podría hacerse "la mitad de fuerte" .
Elfrith fue nombrado almirante de las fuerzas militares de la colonia en 1631 y del fuerte Black Rock Fort al año siguiente, y permaneció como comandante militar general durante más de siete años. Durante este tiempo, Elfrith sirvió como guía para otros corsarios y capitanes de mar que llegaban al Caribe. Ya en 1631, advirtió sobre lugares donde los barcos ingleses podrían ser atacados por nativos o esclavos fugitivos, incluidas las áreas de Dominica y Trujillo .
Ese mismo año partió en una expedición no autorizada a Centroamérica donde atacó y capturó una fragata española en el cabo Gracias a Dios aunque se vio obligado a dejar atrás una pinaza antes de regresar a la isla de Providencia. Este ataque fue considerado un acto de piratería ya que no tenía una carta de marca de Providence Island Company. El incidente también fue condenado por los colonos, preocupados de que la colonia pudiera ser vista como una base para los corsarios y piratas, y escribieron a amigos y familiares en Inglaterra creyendo que el comportamiento imprudente de Elfrith estaba poniendo en peligro la colonia. La incursión de Elfrith no solo reveló la presencia de la colonia a los españoles, sino que dejó la colonia abierta al ataque antes de que se pudieran construir las fortificaciones adecuadas. Se especula que Elfrith pudo haber intentado provocar intencionalmente a los españoles para que atacaran la colonia creyendo que así se otorgarían las patentes de corso para tomar represalias. Más tarde ese año, Elfrith invitó al corsario holandés Diego El Mulato en la colonia, lo que enfureció aún más a los residentes y al PIC. Aunque era un enemigo de los españoles y un conocido oficial de Piet Hein, se consideró peligroso invitar a cualquier corsario a la colonia para ver sus defensas.
En un esfuerzo por hacer las paces con la Providence Island Company, les dio su bitácora que contenía un elaborado manuscrito que describía las costas y las direcciones de navegación del Caribe. Considerado por los editores y cartógrafos modernos como "notablemente preciso", Elfrith escribió que había recopilado esta información durante sus viajes de exploración y corso para su propio uso y sintió que debería ponerla a disposición de los capitanes ingleses como muchos de los otros "antiguos marineros", pero también sabía que los mapas oficiales estaban desactualizados y que los "borradores y planos hechos en Inglaterra eran muy falsos". También se incluyeron detalles para los accesos a la Costa de los Mosquitos y la Bahía de Trujilo, así como a la propia Isla de Providencia.
En 1632, él y Samuel Axe, el otro comandante militar principal, se involucraron en una discusión que resultó en que Axe abandonara la colonia y la Providence Island Company. La disputa entre los dos surgió por primera vez después de la primera cosecha de tabaco de la isla. La Providence Island Company había hecho una mención vaga de que Elfrith, Axe y Bell recibieron una parte por sus esfuerzos para establecer la colonia con Elfrith y Axe discutiendo sobre sus acciones. Los dos también estuvieron en desacuerdo sobre el valor estratégico de Warwick Fort. Axe finalmente decidió abandonar la colonia debido a esta disputa.
En 1636, Elfrith reanudó su oficio como corsario al recibir una patente de corso por parte de la Providence Island Company. Fue reemplazado por el gobernador Robert Hunt en abril de 1638, sin embargo, continuó como corsario hasta 1641.